# Saintry-sur-Seine
Saintry-sur-Seine é uma comuna francesa na região administrativa da Ilha de França, no departamento de Essonne. Estende-se por uma área de 3.29 km². Em 2010 a comuna tinha 5 823 habitantes (densidade: 1 769,9 hab./km²).